# 苏艾县

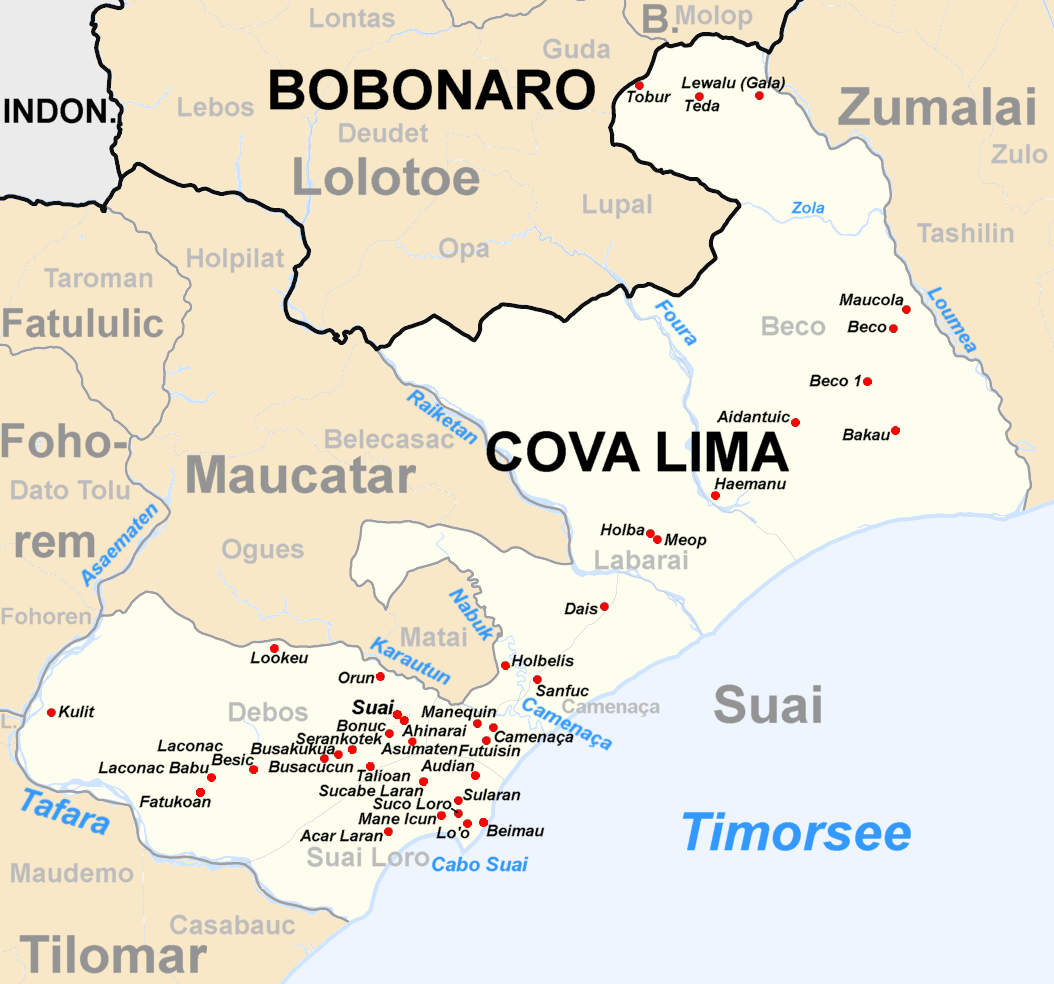
苏艾县的地图

苏艾县是东帝汶科瓦利马区的一个县，该县面积302.60平方公里，2010年人口普查时人口为25164，县治位于苏艾。